# Casa Alcón
La Casa Alcón está ubicada en la plaza de la Independencia número 5 de Castellón de la Plana, España, en un entorno característico de la ciudad. Es obra del arquitecto Manuel Montesinos Arlandiz.

## Edificio
El edificio es un proyecto del arquitecto Manuel Montesinos de estilo modernista valenciano construido en 1913. De dimensiones más bien reducidas, consta de planta baja y dos alturas. En la fachada destaca el color rosa y la ornamentación de tipo floral en color blanco. La segunda altura posee decoración geométrica, influencia del movimiento modernista austriaco Sezession. Los balcones presentan decoración floral y forja de hierro solo en la parte central del edificio. Está rematado por dos pilastras en la parte superior. Se encuentra muy próximo a la casa de les Cigonyes, del mismo autor y también de estilo modernista.
Este edificio residencial plurifamiliar forma parte de un conjunto de edificios construidos en la época de gran valor arquitectónico que definen un lienzo de fachada reflejo de la arquitectura de principios de siglo en Castellón. La situación del edificio en el entorno de la plaza hace que se perciba desde numerosas perspectivas, no pasando desapercibido por sus llamativos colores y por su gran valor arquitectónico.